# Suiyang
Suiyang (en chino, 睢阳; pinyin, Suīyáng (escuchar)ⓘ [yang]) es un distrito urbano bajo la administración directa de la Prefectura  Shangqiu  en la Provincia de Henan, República Popular China.  Su área es de 964 km² y su población total para 2020 superó los 900 mil  habitantes. 

## Administración
A julio de 2025, el  Distrito Suiyang   se divide en 19 pueblos  administrados  en 6 subdistritos y 13   poblados.

## Toponimia
El topónimo Suiyang [/suéi-yang/] se compone de los sinogramas Sui (nombre propio) y Yang (norte), con el significado "el [río] Sui es su Yang «norte»". Muchos lugares de China, en el nombre llevan "Yang" porque están situados al norte de un río (siguiendo la tradición del Feng shui con el Yin y yang).
Durante el Período de los Reinos Combatientes, el Estado Wei cambió el nombre de Shangqiu a Suiyang. En 1368 durante la dinastía Ming, Suiyang  recuperó su antiguo nombre de Shangqiu. En 1997 el Condado Shangqiu se dividió en dos para establecer el Condado Suiyang